# Aachener Printen
Aachener Printen, i Tyskland kända som Lebkuchen, är ett bakverk med mjuka och relativt tjocka julkakor som liknar svenska pepparkakor. Aachener Printen blev populära i  Aachen och är numera en del av den lokala traditionen. Än idag produceras en stor majoritet av dessa kakor i Aachen.

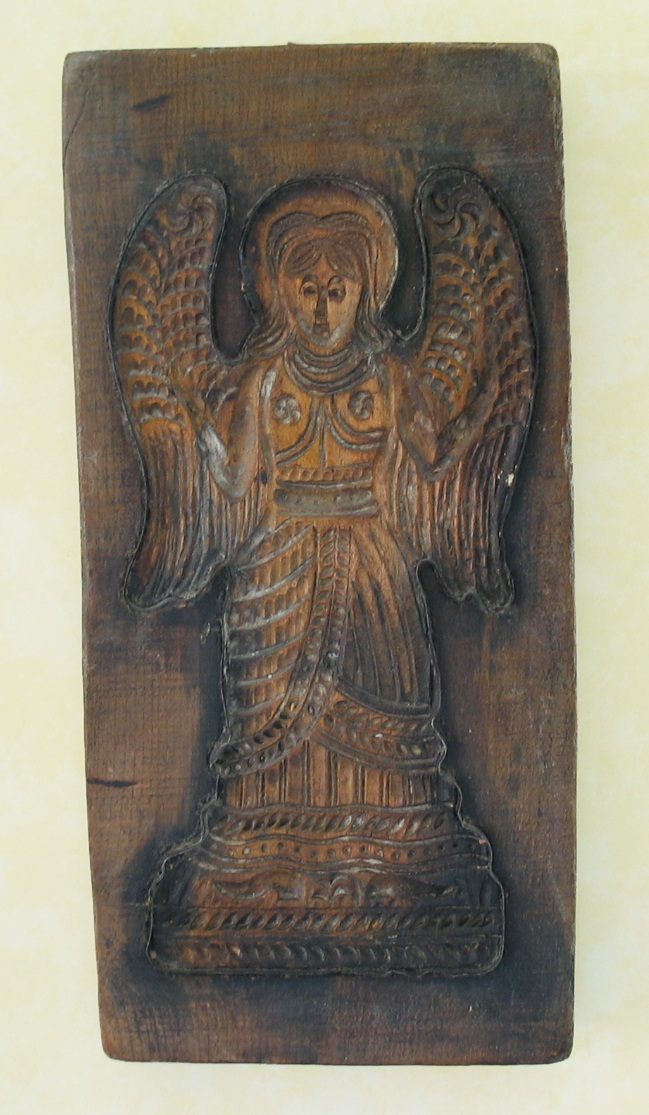
Form för Aachener Printen från 1700-talet

## Historia
Förmodligen kommer variationer av kakorna från den belgiska staden Dinant. Det finns belägg att denna typ av kaka bakades i staden för mer än 1000 år sedan. Under 1600-talet skedde en större våg av invandring från Belgien till Aachen. Med denna invandring följde även kulturyttringar med, däribland gällande matkulturen.
Aachener Printen sötades inledningsvis med honung men under de napoleonska åren var honung en bristvara, sedan Napoleon infört handelstvång. Under denna tid tillverkades därför kakorna med sockerbetor, en tradition som har levt kvar, fastän det numera finns honung att tillgå.